# Hans Schykowski
Hans Schykowski (* 19. September 1951 in Zwickau) war Fußballspieler in der höchsten Fußballklasse der DDR-Oberliga. Dort spielte er für die Betriebssportgemeinschaften (BSG) Sachsenring Zwickau und Wismut Aue. Mit Sachsenring Zwickau gewann er den DDR-Fußballpokal.

## Fußball-Laufbahn

### Sachsenring Zwickau
Hans Schykowski wuchs im westsächsischen Zwickau auf, ging dort zur Schule und absolvierte eine Elektriker-Lehre. Als Schüler begann er bei der BSG Motor Zwickau-Süd Fußball zu spielen. 1967 schloss er sich zusammen mit seinem ein Jahr älteren Bruder Joachim Schykowski der BSG Sachsenring Zwickau, spielte dort zunächst bei den Junioren und danach für die 2. Mannschaft in der zweitklassigen DDR-Liga. Am 23. April 1974 hatte er seinen ersten achtminütigen Einsatz in der Zwickauer Oberligamannschaft, eingewechselt für den Linksaußenstürmer Andreas Reichelt. Anschließend musste er über ein Jahr warten, ehe er am 21. Spieltag der Saison 1974/75 erneut in der Oberliga eingesetzt wurde. Er kam für den verletzten Libero Heinz Krieger für 24 Minuten in das Spiel und übernahm danach dessen Position bis zum Saisonende.
Nach seinen ersten sechs Oberligaspielen erlebte der 1,76 m große Schykowski am 14. Juni 1975 bereits seinen Karrierehöhepunkt. Die Sachsenring-Mannschaft hatte zum vierten Mal das Endspiel um den DDR-Fußballpokal erreicht, Schykowski wurde wie bereits in den letzten Oberligaspielen wieder als Libero aufgeboten. Die Zwickauer gewannen nach dramatischem Verlauf mit einem 4:3-Sieg im Elfmeterschießen über den hohen Favoriten Dynamo Dresden zum dritten Mal den FDGB-Pokal. Unter den erfolgreichen Elfmeterschützen war auch Schykowski, der den 3:2-Zwischenstand erzielte.
Da Krieger nach seiner Verletzung nicht wieder in Tritt kam, blieb Schykowski in der Saison 1975/76 Libero und wurde mit seinen 25 Punktspieleinsätzen zum Stammspieler in der Zwickauer Oberligamannschaft. Seine Position als Libero und den Status als Stammspieler behielt er bis zu seinem Weggang aus Zwickau zum Ende der Saison 1978/79. In den zurückliegenden fünf Oberligajahren hatte er 79 Punktspiele absolviert, in denen er von der Liberoposition aus sechs Tore erzielte. Außerdem wurde er in allen acht Spielen der Zwickauer um den Europapokal der Pokalsieger 1975/76 eingesetzt, in denen die Sachsenring-Mannschaft überraschend bis in das Halbfinale vorstieß.

### Wismut Aue
Im Sommer 1979 wechselte Schykowski ohne seinen Bruder Joachim zum Bezirks- und Oberligarivalen Wismut Aue. Dort hatte er von Beginn an einen Stammplatz auf seiner Standardposition als Libero sicher. Vom August 1979 bis zum Mai 1981 wurde er in 45 von 52 Oberligapunktspielen eingesetzt. Noch im Frühjahr 1981 verletzte er sich so schwer, dass er in den nächsten zwei Jahren nur acht Oberligaspiele absolvieren konnte. Erst mit Beginn der Saison 1983/84 war er wieder voll einsatzfähig. Als inzwischen 32-Jähriger kam er noch einmal in 18 Oberligapunktspielen zum Einsatz, die er bis auf zwei Ausnahmen über die volle Distanz durchspielte. Schykowskis letztes Erstligaspiel fand am 14. April 1984 statt. Es endete vor eigenem Publikum mit einer 1:2-Niederlage gegen Dynamo Dresden.

## Berufsleben
Bereits während seiner Fußball-Laufbahn hatte Schykowski ein Ingenieurstudium absolviert. Nachdem er den Leistungssport beendet hatte, kehrte er nach Zwickau zurück und nahm dort im Autowerk Sachsenring Zwickau eine Tätigkeit als Ingenieur in der Elektroabteilung auf.